# Hardinfo
 (septembre 2012).
Hardinfo2 est un analyseur système, un logiciel  qui affiche de nombreuses informations détaillées à propos de l'ordinateur sur lequel il est exécuté. Il a été développé par Leandro A. F. Pereira en 2003.
Actuellement, il reconnaît les bus PCI, ISA, PnP, USB, IDE, SCSI et les ports série et parallèle.
Il a été intégré aux paquets de la distribution GNU/Linux Debian par Agney Lopes Roth Ferraz le 9 juin 2006.
Depuis, c'est un outil très utilisé par les administrateurs système.
Hardinfo se base sur de nombreux fichiers présents dans le répertoire /proc (Procfs) pour en extraire ces informations (d'après les pages man (Unix)).